# Hiroya Hatsushiba
Hiroya Hatsushiba (jap. 初芝 弘也, Hatsushiba Hiroya) ist ein japanischer Entwickler von Videospielen.

## Karriere
Hatsushiba arbeitete ursprünglich als Tontechniker bei Namco Bandais Studio Wolf Team (später Namco Tales Studio), wo er teils auch selber komponierte, aber auch mit dem Komponisten Motoi Sakuraba zusammenarbeitete. 1995 verließen einige Angestellte von Wolf Team das Studio und gründeten tri-Ace. Auch hier wirkte Hatsushiba in Kooperation mit Sakuraba als Soundprogrammierer und -leiter. 1999 verließ Hatsushiba auch tri-Ace und gründete ein neues Studio, tri-Crescendo, das zunächst die Soundprogrammierung für einige tri-Ace-Spiele übernahm. 2001 begannen die Arbeiten am ersten eigenständigen Spiel von tri-Crescendo, das gemeinschaftlich mit dem damals zu Namco Bandai gehörenden Studio Monolith Soft entwickelt wurde. Baten Kaitos: Die Schwingen der Ewigkeit und der verlorene Ozean, das in Japan 2003 für GameCube erschien, war zugleich Hatsushibas Debüt als Director eines Spiels. Noch heute ist Hatsushiba Präsident von tri-Crescendo.

## Ludografie
bei Wolf Team
- Neugier: Umi to Kaze no Kōdō (SNES 1993) – Soundprogrammierer
- Arcus Odyssey (SNES/SEGA Genesis 1993) – Musikprogrammierer
- Tenshi no Uta: Shiroki Tsubasa no Inori (SNES 1994) – Soundprogrammierer
- Tales of Phantasia (SNES 1995) – Soundprogrammierer

bei tri-Ace
- Star Ocean (SNES 1996) – Field Programmer
- Star Ocean: The Second Story (PlayStation 1998) – Sound- und Szenarioprogrammierer
- Valkyrie Profile (PlayStation 1999) – Soundprogrammierer

bei tri-Crescendo
- Baten Kaitos: Die Schwingen der Ewigkeit und der verlorene Ozean (GameCube 2003) – Director, Kampf- und Sounddesigner
- Star Ocean: Till the End of Time (PlayStation 2 2003) – Sounddirector/-Programmierer
- Radiata Stories (PlayStation 2 2005) – Soundprogrammierer
- Baten Kaitos Origins (GameCube 2006) – Director, Soundprogrammierer
- Valkyrie Profile: Lenneth (PlayStation Portable 2007) – Soundprogrammierer
- Valkyrie Profile 2: Silmeria (PlayStation 2 2007) – Sound
- Eternal Sonata (PlayStation 3/Xbox 360 2008) – Director, Handlung